# Tomasz Borowski
Tomasz Borowski (* 15. April 1970 in Grójec) ist ein ehemaliger polnischer Boxer.

## Karriere
Tomasz Borowski wurde 1990 polnischer Meister im Weltergewicht, 1993 und 1994 polnischer Meister im Mittelgewicht, sowie 1995, 1997 und 1998 polnischer Meister im Halbschwergewicht. Darüber hinaus ist er Gewinner des internationalen Feliks Stamm Tournaments der Jahre 1994 und 1995 im Mittelgewicht.
Bei den Europameisterschaften 1989 unterlag er im Achtelfinale gegen Roberto Welin und bei den Europameisterschaften 1996 im Achtelfinale gegen Zsolt Erdei. 
Bei den Weltmeisterschaften 1995 in Berlin gewann er die Silbermedaille im Mittelgewicht. Er hatte sich gegen die Starter aus der Slowakei, Belarus, Indonesien und Marokko durchgesetzt und scheiterte erst im Finale an Ariel Hernández. Diesen besiegte er jedoch im Februar 1996 bei einem Turnier in Tschechien. Bei den Weltmeisterschaften 1997 in Budapest unterlag er im Viertelfinale gegen Alexander Lebsjak.
1996 war er im Mittelgewicht Teilnehmer der Olympischen Spiele von Atlanta. Nach Siegen gegen Mohamed Mesbahi aus Marokko (9:6) und Hirokumi Moto aus Japan (11:6) verlor er im Viertelfinale gegen Malik Beyleroğlu aus der Türkei (12:16).